# Westfeld (Schmallenberg)

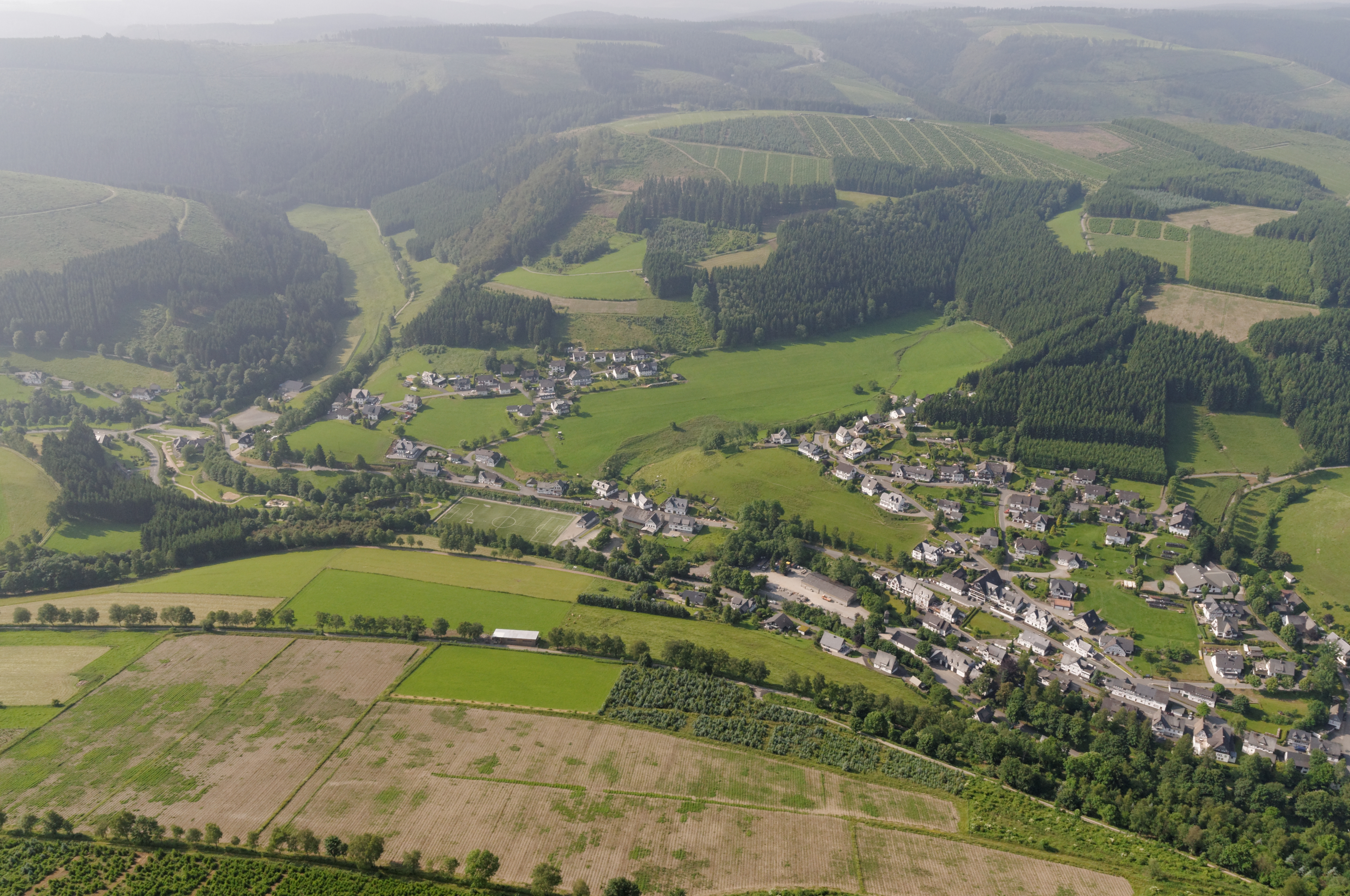
Westfeld, Blick Richtung Süden auf Ennest und Hömberg, dazwischen das Lennetal

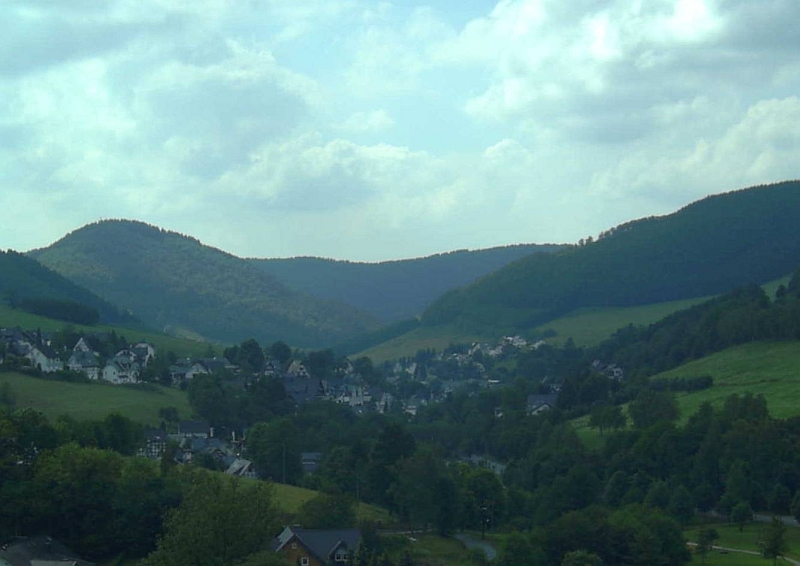
Blick vom Hoher Knochen auf Westfeld

Westfeld ist ein Ortsteil der Stadt Schmallenberg und seit 2018 ein staatlich anerkannter Luftkurort im nordrhein-westfälischen Hochsauerlandkreis in Deutschland.

## Geographie

### Lage
Die Ortschaft liegt, auf einer Höhe zwischen 480 und 540 m ü. NHN, im oberen Lennetal am Fuße des Hohen Knochen.

### Nachbarorte
Angrenzende Orte von Westfeld sind Ohlenbach, Hoher Knochen, Inderlenne, Lengenbeck, Nordenau und Altastenberg.

## Geschichte
Wederichvelden wurde erstmals 1072 in der Stiftungsurkunde des Klosters Grafschaft erwähnt. Im Jahre 1338 hieß das Dorf Wedesvelde, wie sich aus dem Lehnsregister der Grafen von Arnsberg ergibt. Graf Gottfried IV. von Arnsberg hatte im Jahr 1338 dem Edelherren Johann I. von Grascap als Vogt der Abtei Grafschaft neben anderen auch mit zwei Höfen in Wedesvelde belehnt. Der Name Wersfeld erschien 1358 in einem Verkaufs- bzw. Abgabebrief.
Am 16. Oktober 1571 durfte mit der Erlaubnis des Kurfürsten von Köln im Ort eine Wassermahlmühle errichtet werden. Diese Mühle war bis ins 20. Jahrhundert eine lebenswichtige Einrichtung. Zwischen 1595 und 1685 fielen den Hexenprozessen in Oberkirchen 75 Personen, davon mehrere Westfelder, zum Opfer. Die erste als Hexe hingerichtete Westfelderin wurde vom Patrimonialgericht Oberkirchen noch zur Burg Bilstein gebracht und auf Befehl von Kaspar von Fürstenberg am 14. Juli 1595 hingerichtet. Im Jahr 1630 wurden anlässlich des Großen Oberkirchener Hexenprozesses sieben Westfelder/-innen hingerichtet. Die Verfahren und Hinrichtungen fanden in Oberkirchen vom 16. März bis zum 10. Juni 1630 statt.
1645 wurde Westvelt auf der Karte Westphalia Ducatus kartografisch erfasst. Die Einwohnerliste von Westfeld verzeichnete zum 31. Juli 1717 insgesamt 145 Personen. Im Jahr 1856 vernichtete ein Brand fast das gesamte Unterdorf. Am Nachmittag des 5. Mai 1856 brannte zunächst ein Wohnhaus. Das Feuer griff schnell auf angrenzende Häuser über. Insgesamt wurden 20 Gebäude zerstört und 120 Personen obdachlos. Einige Familien zogen anschließend nach Ohlenbach, da sie dort ihre Ländereien hatten. Am Deutsch-Französischen Krieg waren 16 Männer aus Westfeld aktiv beteiligt. Die Sägemühle Gnacke wurde 1890 errichtet, 46 Jahre später kam es zur Einstellung der Produktion. Nach der Eintragung des Handels- und Gewerbeadressbuches der Provinz Westfalen wohnten 1895 bereits 435 Einwohner in Westfeld.
Während des Ersten Weltkriegs wurden ab dem 1. August 1914 die ersten Personen aus Westfeld zur Landwehr einberufen. Im Herbst 1915 mussten dann weitere 61 Westfelder Männer zum Kriegsdienst. Am 12. Januar 1917 lieferten die Westfelder rund 30 Zentner Kohlrüben, als Ersatz für Kartoffeln, in die Städte ab. Das Dorf musste im Juni 1918 noch einmal 1175 Pfund Kartoffeln nach Gelsenkirchen liefern. Im Dezember 1918 quartierten sich einige Male durchziehende Truppen im Ort ein. Die ersten in britischer Kriegsgefangenschaft weilenden Männer kehrten im September und Oktober 1919 nach Westfeld zurück. Insgesamt kamen 21 Soldaten aus Westfeld im Ersten Weltkrieg ums Leben.
Im Zweiten Weltkrieg wurde in der Nacht vom 24. auf den 25. April 1944 ein viermotoriger britischer Bomber über dem Rothaargebirge abgeschossen und stürzte auf dem Hirschberg westlich von Westfeld ab. Drei Besatzungsmitglieder überlebten den Absturz. Zwei tot geborgene Besatzungsmitglieder wurden später bei einer Suchaktion der Schulklassen von Westfeld und Oberkirchen geborgen. Gegen Ende des Zweiten Weltkriegs begann in der Nacht vom 1. auf den 2. April 1945 die Beschießung des Dorfes. Während der Dorfbereich am Hügelchen unter Feuer der US-Truppen lag, floh die Bevölkerung aus dem Unterdorf in Keller an der Talsüdseite, während die Bewohner des Oberdorfes in einen Stollen am Hömberg flohen. Später flohen die meisten Bewohner des Dorfes in den sicheren Stollen der Schiefergrube Lengenbeck, in dem sich bereits die Bewohner von Lengenbeck befanden. Bei der Beschießung des Dorfes starben bis zum 3. April zwei Personen. Am 3. April 1945 besetzte das 3. Bataillon des 47. US-Regiments, das aus Richtung Albrechtsplatz kam, Westfeld fast kampflos. Nur ein deutscher Maschinengewehrposten beschoss vom Hömberg aus kurzzeitig die US-Soldaten.
Am 1. Januar 1975 wurde Westfeld mit der Gemeinde Oberkirchen, zu der es bis dahin gehörte, in die Stadt Schmallenberg eingegliedert.

## Politik

### Wappen

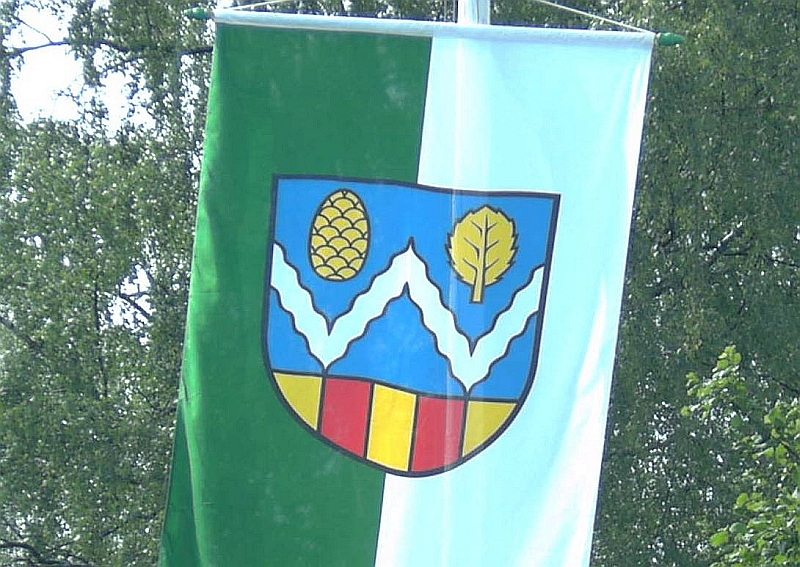
Fahne mit dem Wappen von Westfeld

Das Wappen wurde anlässlich der 925-Jahr-Feier geschaffen.
Blasonierung
In Blau mit goldenem Schildfuß ein silberner Wellenbalken in W-Form, begleitet von goldenem Tannenzapfen und Buchenblatt; im Schildfuß zwei rote Pfähle.
Beschreibung
Das W bezieht sich auf das erste Dorf an der Lenne. Die Lenne durchfließt die Westfelder Laub- und Nadelwälder. Dargestellt durch den Zapfen und das Blatt. Das untere Viertel des Wappens ist ein Teil der alten Grafschafter Wappens und deutet damit die Wurzeln zum Kloster Grafschaft an.

## Religion

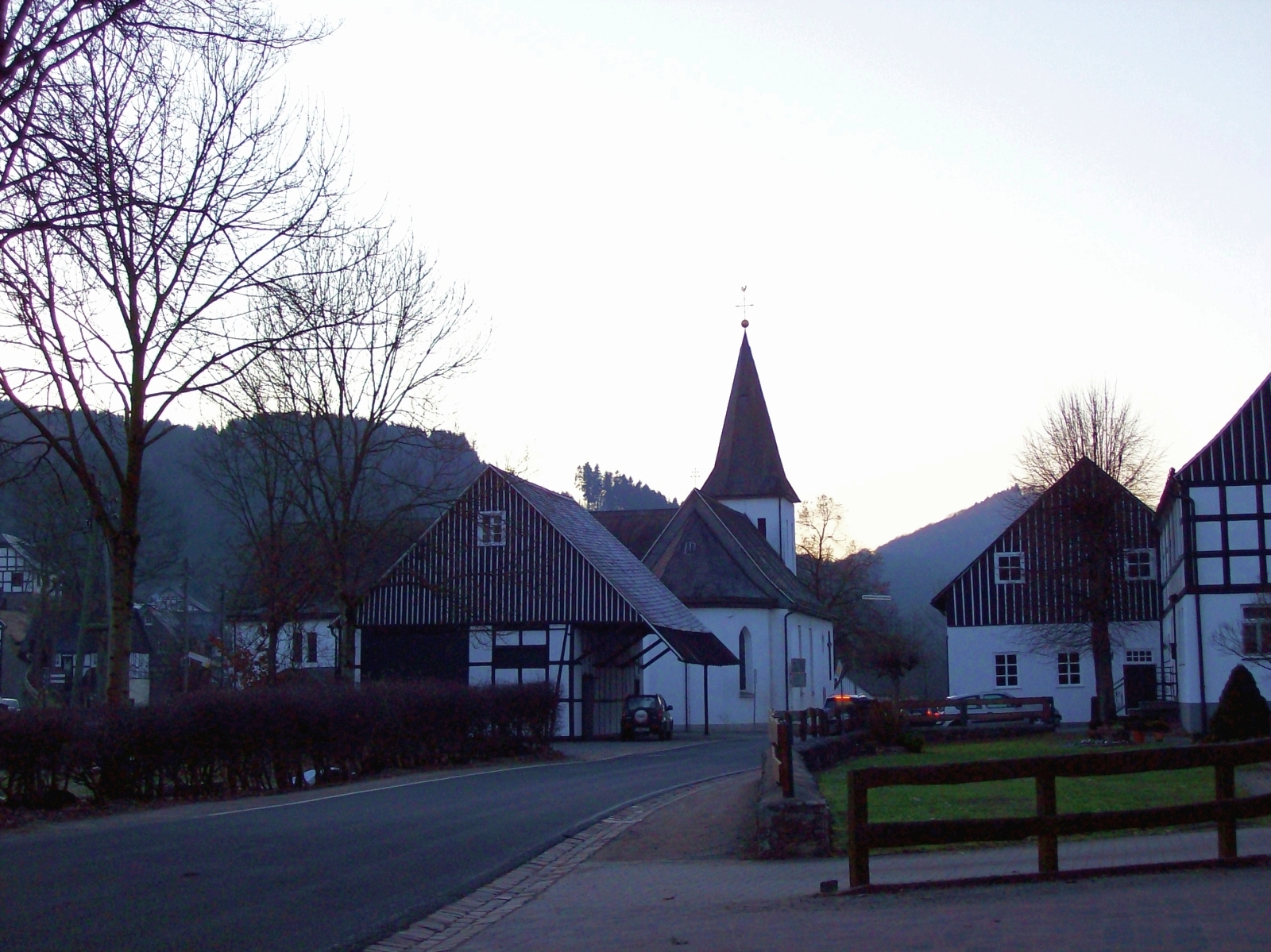
St.-Blasius-Kirche

Die erste Kapelle in Westfeld ist um das Jahr 1620 anzusiedeln. Der damalige Pastor Sutorius aus Oberkirchen bezeugte für das Dorf eine Kapelle, die dem Hl. Johannes dem Täufer geweiht war. Die Chronik der Pfarrgemeinde Westfeld berichtet von einer Kapelle aus dem Jahr 1726. Diese wurde 1878 wegen Baufälligkeit abgerissen, um eine größere Kirche zu errichten. 1909 wurde diese Kirche durch den Anbau einer Sakristei vergrößert. Den Glockenturm errichtete man im Jahr 1930. Das Gotteshaus wurde 1956 zu einer geräumigen Dorfkirche ausgebaut.

## Bildung
In Westfeld befinden sich eine Grundschule und ein Kindergarten. Schulunterricht wurde seit dem Jahr 1800 in Westfeld zunächst in Clemens Backhaus angeboten. Zuvor mussten die Schüler in Oberkirchen zur Schule gehen. Im Jahre 1846 errichtete man das erste Schulgebäude. Zwei Jahre später besuchten bereits 120 Kinder die einklassige Schule. Anfang der 1950er-Jahre wurde die Schule zu klein. Daher begann man im Sommer 1952 in Friedhofsnähe mit dem Bau einer neuen Schule, die am 27. Oktober 1954 eingeweiht wurde. Ein Erweiterungsbau folgte 1966 und war ein Jahr später bezugsfertig. Mit der Neugliederung des Schulwesens im Jahr 1970 entstanden zwei Schultypen. Westfeld erhielt eine Grund- und Hauptschule. Im Jahr 1975 wurde die Hauptschule nach Schmallenberg verlegt.

## Sehenswürdigkeiten

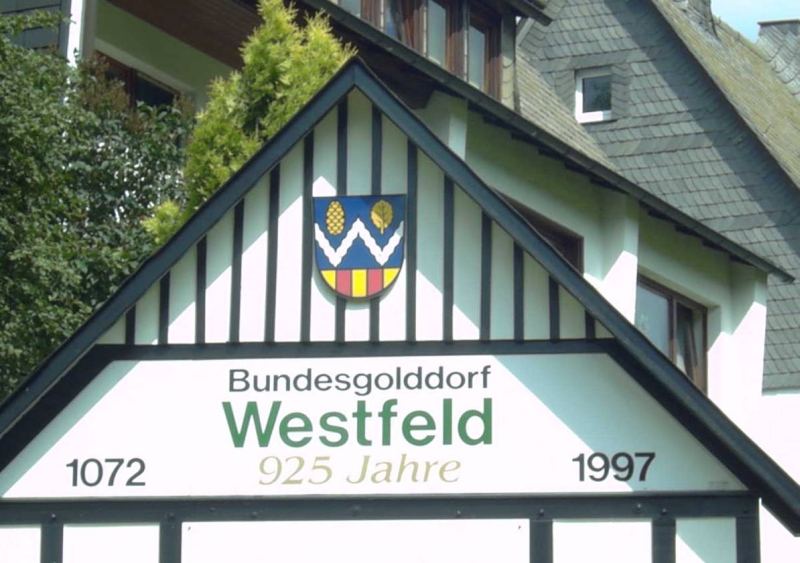
Westfeld Hinweistafel

Das Ortsbild ist von Fachwerkhäusern geprägt und bettet sich in das Rothaargebirge, eine der waldreichsten Regionen Deutschlands, ein. Bereits 1975 erhielt Westfeld die Auszeichnung „Bundesgolddorf“ beim Bundeswettbewerb „Unser Dorf soll schöner werden“. Zudem gibt es im Schmallenberger Stadtgebiet 185 Baudenkmale, einige davon in Westfeld. Die Liste der Baudenkmäler in Schmallenberg führt die Baudenkmäler mit einer kurzen Beschreibung auf.

## Sport
In Westfeld befinden sich das Nordiczentrum NRW, ein Kunstrasenplatz und das Skilanglaufzentrum Hochsauerland.